# 阿瓜斯布埃納斯
阿瓜斯布埃納斯（英語：Aguas Buenas）是波多黎各的城鎮，位於該島中東部，始建於1838年5月25日，面積78平方公里，主要經濟活動有製衣業和建築材料，2010年人口28,659，人口密度每平方公里370人。

## 外部連結

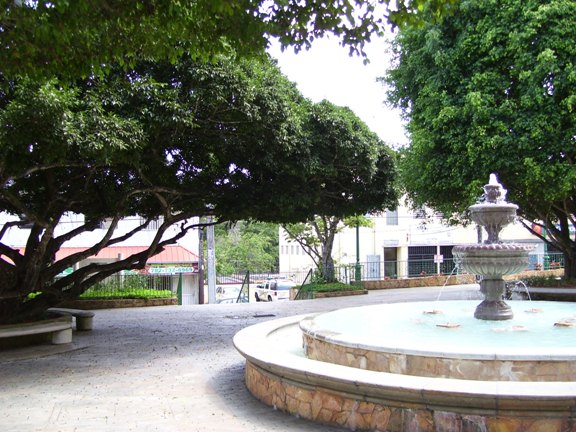

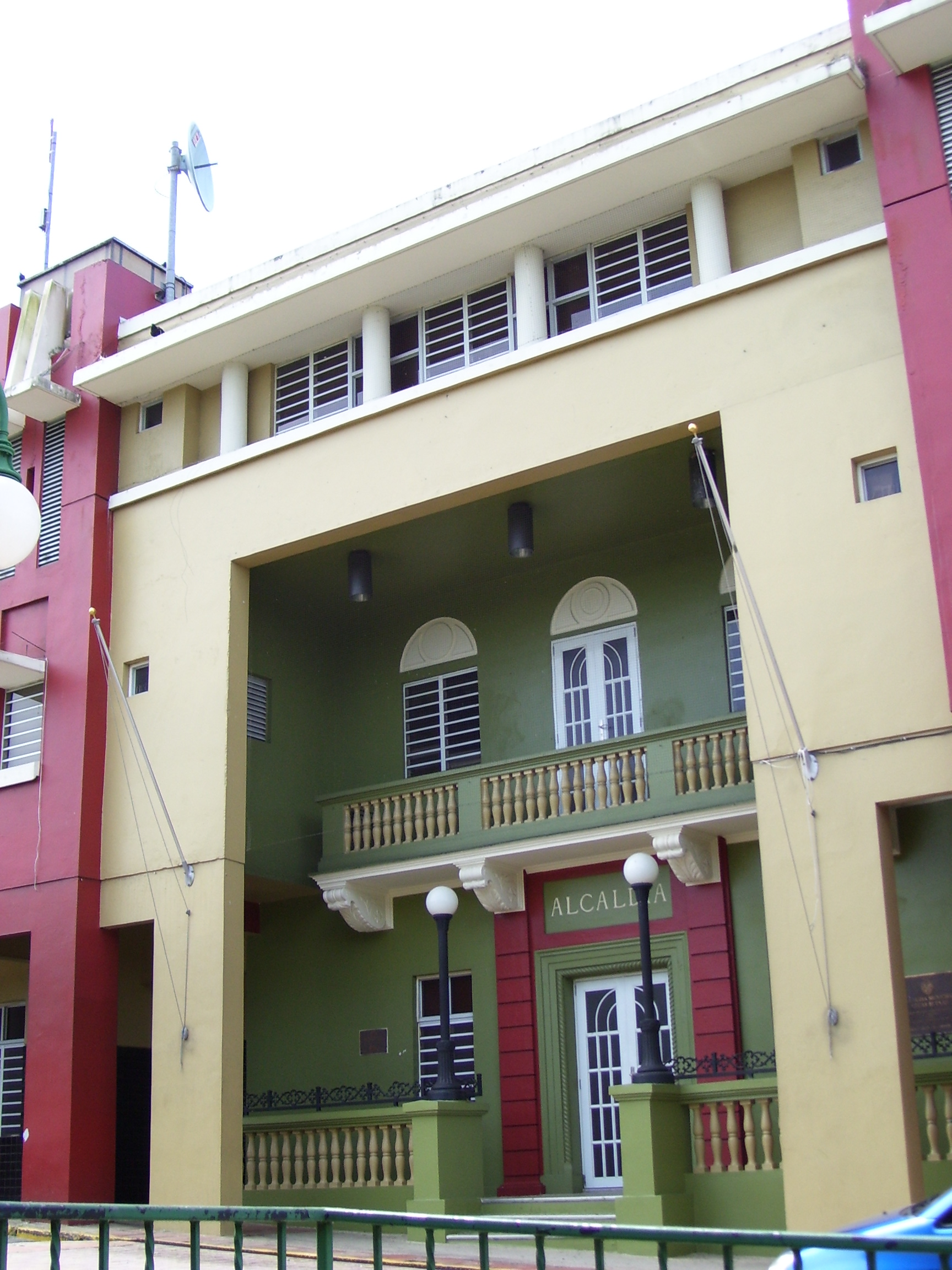

- Welcome to Puerto Rico Aguas Buenas （页面存档备份，存于）
- （页面存档备份，存于）
- （页面存档备份，存于）